# Something Like Summer
Something Like Summer je americký hraný film z roku 2017, který režíroval David Berry podle stejnojmenného románu z roku 2011. Snímek měl světovou premiéru na filmovém festivalu Sydney Mardi-Gras 25. února 2017.

## Děj
Benjamin je jediný vyoutovaný student na škole. Tím pádem nemá kromě Allison žádné další kamarády. O letních prázdninách se do sousedství přistěhuje nový kluk, který Benjamina přitahuje. Na začátku školního roku Benjamin zjistí, že je to jeho nový spolužák ve třídě. Jednoho dne se snaží upoutat Timovu pozornost v parku při jízdě na kolečkových bruslích, ale nechtěně ho srazí na zem a zraní. Pomůže mu domů a tím se mezi nimi vytvoří přátelství, které posléze přeroste v milenecký vztah. Nicméně Tim, který pochází z přísně katolické rodiny, není připraven se k Benjaminovi veřejně hlásit a rozejde se s ním.
O dva roky později Benjamin studuje v Chicagu a zavolá mu Allison, že její otec zemřel. Benjamin se vrací domů na pohřeb do Austinu. V letadle se seznámí se stevardem Jacem a začnou spolu žít v Austinu. Odletí spolu na cestu do Paříže. Jednoho dne Benjamin náhodou potká Tima, který se mu omluví a rád by, kdyby se k sobě opět vrátili. Benjamin je však už zadaný. S Jacem uzavřou sňatek, po několika letech ale Jace umírá na cévní mozkovou příhodu a Benjamin zůstává sám. Po několika letech dostane od Tima pozvánku na jeho vernisáž a rozhodne se na ji přijít.

## Obsazení
| Grant Davis      | Benjamin Bentley  |
| Davi Santos      | Tim Wyman         |
| Ben Baur         | Jace Holden       |
| Ajiona Alexus    | Allison Cross     |
| Jana Lee Hamblin | Benjaminova matka |
| Ron Boyd         | Benjaminův otec   |
| Tristan Decker   | Bryce Hunter      |
| Madisyn Lane     | Krista Norman     |
| Chip Sherman     | Ronnie Adams      |